# Caproni Ca.308 Borea
Caproni Ca.308 Borea („severní vítr“) byl italský dvoumotorový, samonosný dolnoplošník smíšené konstrukce, který vyráběla společnost Caproni Aeronautica Bergamasca (C. A. B.) ze skupiny Gruppo Aeronautica Caproni. Projekt tohoto letounu byl představen na podzim 1934, do sériové výroby se dostal na počátku roku 1935.

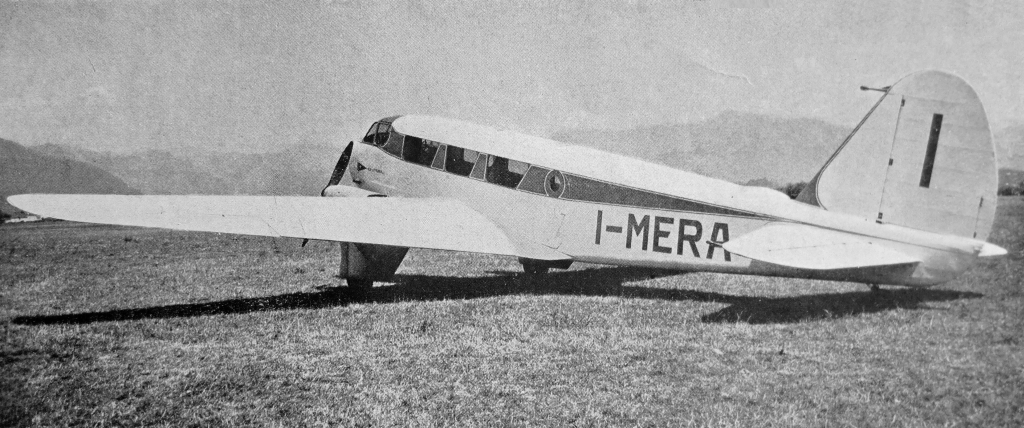
Caproni Ca.308 Borea (I-MERA)

## Vznik a vývoj
Na začátku 30. let společnost Ala Littoria Airlines vyhlásila výběrové řízení na vytvoření víceúčelového, především dopravního letadla, zejména pro použití ve východní a severní Africe. Vítězem soutěže byla dvě letadla: Breda Ba.44 a Caproni Ca.306. Tyto oba dva typy pak byly sériově vyráběny.
Letoun Ca.306 (Caproni Aeronautica Bergamasca) byl navržen týmem vedeným inženýrem Cesarem Pallavicinem z Bergama. Byl to dolnoplošník s plně uzavřenou kabinou pilotů a kabinou pro cestující. Na Ca.306 byly instalovány dva invertní šestiválcové řadové motory Walter Major 6 s nominálním výkonem 190 k (139,7 kW) při 2100 ot/min.
Projekt byl představen v říjnu 1934 pod názvem „Tipo Aquilla“ (Ca.306), po kterém byla podepsána smlouva na dodávku 6 letadel pro "civilní" trasy a 4 letadel pro "koloniální" dopravu především v Libyi. Stavba Ca.306 začala v lednu 1935, ale konstruktér Palavichino změnil v průběhu výroby jméno stroje a ten byl dokončen jako Ca.308 Borea. Letoun pak byl vystaven na první mezinárodní letecké výstavě od 12. do 28. října 1935 v Miláně.
V roce 1936 obdrželo italské koloniální letectvo v Libyi tyto lehké dopravní letouny Caproni Ca.308 Borea, které se v afrických podmínkách velmi osvědčily. Následně byl u společnosti Caproni objednán vývoj speciálního koloniálního letounu. Požadavek zněl na prostorný trup pro přepravu osob a nákladů, střeliva, zásob a pum, hlavňovou výzbroj pro ostřelování pozemních cílů a prostory pro snadnou instalaci fotokamer. Pod vedením šéfkonstruktéra Cesare Pallavicina tak vznikl nový specializovaný stroj Ca.309 Ghibli.

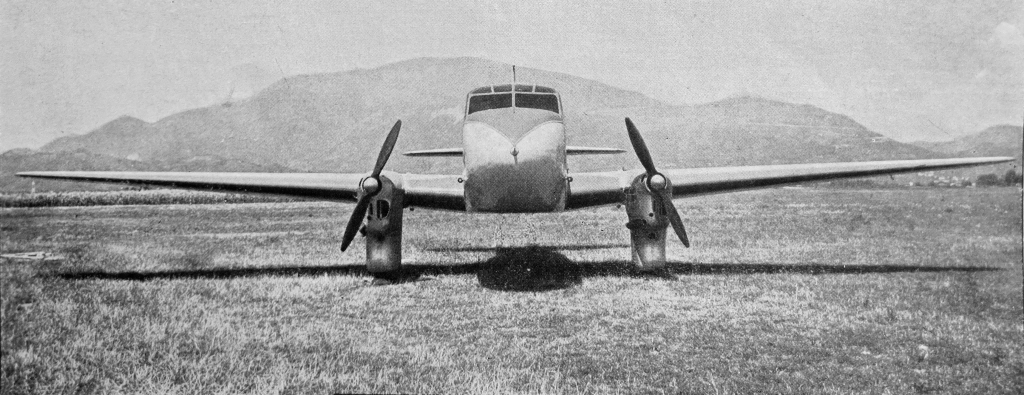
Caproni Ca.308 Borea, čelní pohled

## Popis letounu
Letoun byl smíšené konstrukce, hlavní materiálem bylo dřevo potažené plátnem. Křídlo bylo konstrukčně dvounosníkové. Skříňové nosníky byly se sklíženými pasy ze svislých lamel a dýhových stojin; žebra měla pasy tvaru T a příčky křížového profilu o stejné vzpěrné pevnosti (uprostřed nejsilnější, ke koncům zúžené). Křídlo bylo dřevěné potažené dýhou z překližky a plátnem. Stejný způsobem byl konstruován i trup letounu (dřevo, překližka, plátno). Stejný způsobem byly provedeny i ocasní plochy. Na obou kormidlech byly za letu nastavitelné Fletnerovy klapky. Kormidla byla staticky vyvážena, všechna tři kormidla byla opatřena olověným závažím. Letoun dosahoval max. rychlosti až 255 km/h a cestovní rychlosti 225 km/h, vážil 1700 kg a unesl náklad 900 kg. Do výšky 4000 m vzlétl za 16 minut, akční rádius měl 1000 km nebo 4 hodiny letu. Šířka letounu byla 16,2 m, délka trupu 12,87 m, výška 3,27 m.
Dvoumístný kokpit pilotů byl vybaven zdvojeným řízením. V prostoru pro cestující byla sedadla umístěna podél širokých bočních oken ve dvou řadách po 3 místech. Ve spodní části trupu byl prostor pro zavazadla. Podvozek pevný s tlumiči kmitů, kola kryta "kalhotami". Vzadu standardní ostruha.
Osazen byl 2 motory Walter Major 6 (185/200 HP), které vyráběla v licenci od roku 1935 italská továrna Isotta Fraschini z Milána. Během provozu byly motory Walter Major 6 nahrazeny dvěma italskými šestiválcovými řadovými vzduchem chlazenými motory Alfa Romeo 115 (licence britského motoru de Havilland Gipsy Six). Na žádost Al Littoria potom byly použity originální motory de Havilland Gipsy Six, tedy stejnými, které byly použity na přímém konkurentovi, na letounu Breda Ba.44. Šest válců Alfy Romeo 115 mělo celkový objem 9,18 l a výkon 190-205 HP při 2100 ot/min. Motor vážil 204 kg, zatímco konkurenční motor Walter Major 6 o identickém výkonu měl hmotnost jen 175 kg, což sice byla přednost, ale k "udržení" na letounu Ca.308 Borea nepostačovala.
Letouny pro Regia Aeronautica měly být vybaveny 3 kulomety a v pumovnicích až 300 kg bomb. K tomu ale nedošlo, tyto práce vyústily ke stavbě nového typu, kterým bylo lehké dopravní a průzkumné letadlo Caproni Ca.309 Ghibli.

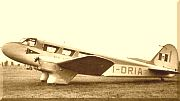
Caproni Ca.308 (I-DRIA)

## Nasazení
V roce 1936 byl dány v Africe do služby 2 dvoumotorové jednoplošníky „Caproni Borea“. Letouny, určené pro dopravu na trase Itálie-východní Afrika, se u armádního letectva Regia Aeronatica používaly jako dopravní stroj a jako letecká ambulance (sanitní letoun) při doprovodu vojsk (s možností přepravy 6 nosítek se zdravotnickým personálem a příslušným zařízením). Ze dvou strojů se dochoval pouze jeden letoun královského letectva (Regia Aeronautica). Později padl do rukou spojenců, ale po válce byl znovu nasazen do civilního provozu (výr. č. 4, imatrikulace I-NTRA) a přepravoval cestující až do roku 1959.
Letadla Ca.308 převzatá leteckou společností Ala Littoria byla použita na leteckých trasách ve Středomoří: v Itálii, v Libyi a v Albánii (Řím - Ancona, linky z Tripolisu v Libyi a linky z Tirany v Albánii). Bylo v provozu 6 letadel výr. č. 1-6 s imatrikulacemi I-MERA, I-SPRA, I-DRIA, I-NTRA, I-VREA a I-MOLA, kterou získaly od října 1935 do dubna 1936. Provoz těchto strojů však neměl dlouhého trvání. Do března 1938 bylo pět letadel vyřazeno z provozu.
Letoun s imatrikulací I-LIBI z dubna 1936 létal pro velení letectva z libyjského Tripolisu (Comando Aer.della Libia/Mellaha, dnes letiště Mitiga International Airport). Tento letoun však havaroval v březnu 1940.

## Uživatelé

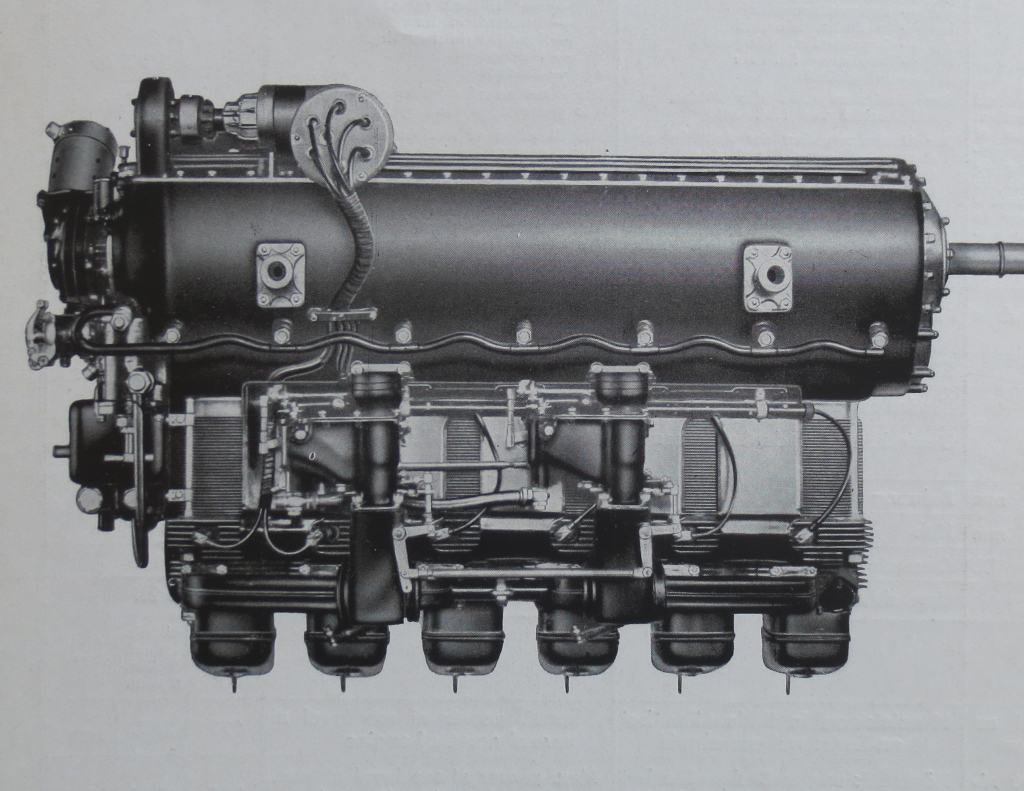
Walter Major 6

### Civilní uživatelé
- Italské království
  - Ala Littoria

### Vojenští uživatelé
- Italské království
  - Regia Aeronautica

## Specifikace

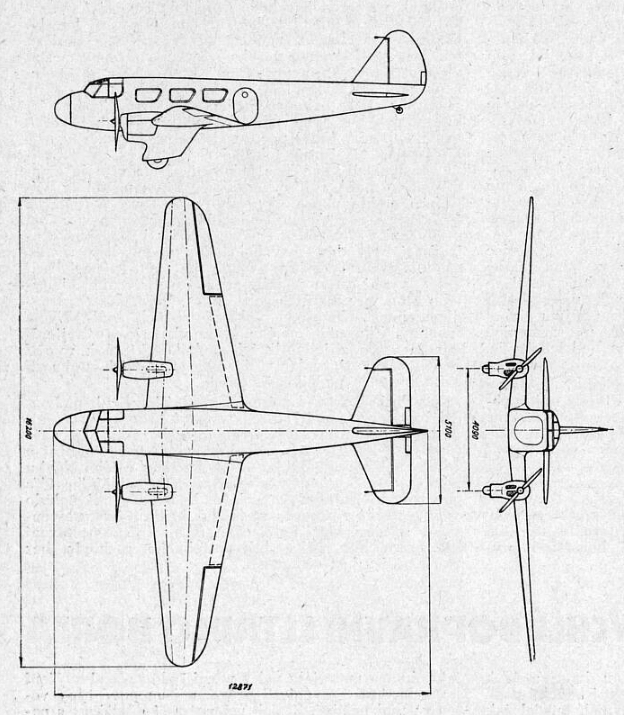
Caproni Ca. 308 Borea, skica (Letectví, listopad 1935)

Údaje dle

### Technické údaje
- Posádka: 2
- Kapacita: 6
- Rozpětí: 16,20 m
- Délka: 12,87 m
- Výška: 3,27 m
- Nosná plocha: 38,40 m²
- Hmotnost prázdného letounu: 1700 kg
- Vzletová hmotnost: 2235 kg
- Pohonná jednotka: 2 × řadový, šestiválcový vzduchem chlazený invertní letecký motor Walter Major 6
  - Nominální, jmenovitý výkon: 190 k (139,7 kW) při 2100 ot/min
  - Maximální (vzletový) výkon: 205 k (150,8 kW) při 2350 ot/min
- Vrtule: dřevěná, dvoulistá s pevným nastavením

### Výkony
- Maximální rychlost: 255 km/h
- Cestovní rychlost: 225 km/h
- Výstup na 4000 m: 16 min
- Dostup: 4250 m
- Dolet: 1000 km
- Vytrvalost: 4 h